# 三宅観瀾
三宅 観瀾（みやけ かんらん、延宝2年（1674年） - 享保3年8月21日（1718年9月15日））は、江戸時代中期の儒学者。名は緝明（つぐあき）、字は用晦、通称は九十郎、号は観瀾。兄に大坂懐徳堂の学主・三宅石庵がいる。

## 生涯
延宝2年（1674年）、京都の町人儒者である三宅道悦の次男として生まれる。
はじめは浅見絅斎を師とし、後に木下順庵の門下となり朱子学を学ぶ。元禄11年（1698年）に江戸に下り、翌元禄12年（1699年）に栗山潜鋒の推薦で水戸藩に仕えた。彰考館総裁の鵜飼錬斎が、観瀾がかつて書いた楠木正成についての文章を徳川光圀に見せたことがきっかけで彰考館編修となり『大日本史』編纂に従事。新田義貞・楠木正成や名和長年の伝を書く。元禄13年（1700年）には200石を給され、宝永5年（1708年）に編修と兼務で進物番に昇進。宝永7年（1710年）に彰考館総裁となる。正徳元年（1711年）、新井白石の推薦により江戸幕府に登用されるが、徳川吉宗が将軍職を継いだ際に失脚した白石に連座することを恐れて『懐書』という弁明を書き、この中で自らが順庵門下であることを否定している。
享保3年（1718年）、死去。梁田蛻巖など多くの文人にその死を惜しまれた。墓所は文京区龍光寺。
明治40年（1907年）、従四位を追贈された。

## 著書
- 『中興鑑言』：建武の新政における後醍醐天皇の得失を論ずる。南朝正統論を主張。
- 『支機間談』：朝鮮使に随従した学士書記と唱和筆談した文章を集める。
- 『烈士報讐録』：赤穂浪士を論ずる。